# قطعنامه ۱۴۰۵ شورای امنیت
قطعنامه ۱۴۰۵ شورای امنیت سازمان ملل متحد که در تاریخ ۱۹ آوریل ۲۰۰۲ تصویب شد، سندی بین‌المللی دربارهٔ بررسی وضعیت خاورمیانه، از جمله مسئله فلسطین است. این قطعنامه طی نشست ۴۵۱۶ام با ۱۵ رای موافق، ۰ مخالف و ۰ ممتنع تصویب شد.